# NGC 7784
NGC 7784 este o galaxie situată în constelația Pegas. A fost descoperită în 1 octombrie 1883 de către Édouard Stephan⁠(d).